# Lieja-Bastogne-Lieja 1923
La Lieja-Bastogne-Lieja 1923 fou la 13a edició de la clàssica ciclista Lieja-Bastogne-Lieja. Es va disputar el 3 de juny de 1923 sobre un recorregut de 218 km i fou guanyada pel belga René Vermandel, que s'imposà a l'esprint a un nombrós grup. Els també belgues Jean Rossius i Félix Sellier acabaren segon i tercer respectivament. Es desconeix la posició exacte amb què arribaren a partir de la 5a posició.

## Resultats
|   | Ciclista                   | Equip               | Temps      |
| - | -------------------------- | ------------------- | ---------- |
| 1 | René Vermandel (BEL)       | Alcyon              | 7h 25' 15" |
| 2 | Jean Rossius (BEL)         | La Française        | m. t.      |
| 3 | Félix Sellier (BEL)        | Alcyon              | m. t.      |
| 4 | Laurent Seret (BEL)        |                     | m. t.      |
| 5 | Georges Delcominette (BEL) |                     | m. t.      |
| 5 | Jules-Richard Matton (BEL) | Delage              | m. t.      |
| 5 | Émile Masson (BEL)         | Alcyon              | m. t.      |
| 5 | Théophile Beeckman (BEL)   | Griffon             | m. t.      |
| 5 | Henri Moerenhout (BEL)     | Automoto-Hutchinson | m. t.      |
| 5 | Léon Devos (BEL)           | JB Louvet           | m. t.      |
| 5 | Léon Despontin (BEL)       | Peugeot             | m. t.      |
| 5 | Léon Scieur (BEL)          | La Française        | m. t.      |